# Mnaeion

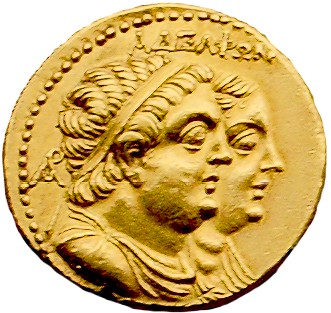
Awers oktodrachmy z wizerunkiem Ptolemeusza II i Arsinoe II (ok. 265 p.n.e.)

Mnaeion (mnaieion) (stgr. μναεῖον, μναιεῖον) – potoczna nazwa złotej oktodrachmy w Egipcie ptolemejskim.

## Geneza i rozwój pieniądza
Nominał ten jako pierwszy wybił ok. 260 p.n.e. Ptolemeusz II Filadelfos ku czci swej przedwcześnie zmarłej małżonki Arsinoe II. Nazwa odnosiła się do wartości monety odpowiadającej 100 srebrnym drachmom, czyli jednej minie; stosowano ją prawdopodobnie dla odróżnienia od srebrnych oktodrachm emitowanych na obszarze tracko-macedońskim już od schyłku VI w. p.n.e. Bita według stopy fenickiej, miała wagę 28,8 g. Znana również z papirusów ptolemejskich; jej połowę określano mianem pentikontádrachmon.    
Inicjująca emisja miała charakter komemoratywny, służąc gloryfikacji królowej będącej zarazem siostrą władcy i określanej oficjalnie jako Thea Philadelphos (Bogini Miłująca Brata). Zalicza się do niej też podwójne oktodrachmy (ok. 55,55 g), mające na awersie zawoalowaną głowę zmarłej królowej w kobiecym diademie (stephane) i z berłem, a wyobrażenie rogu obfitości (cornucopia) na rewersie. Licznie wypuszczane za panowania Filadelfosa zwykłe mnaeiony nosiły jednak wizerunek jego samego i Arsinoe II na awersie (z inskrypcją ΑΔΕΛΦΩΝ [Rodzeństwo]) oraz podobizny poprzedników – Ptolemeusza I Sotera i Bereniki I na odwrotnej stronie. 

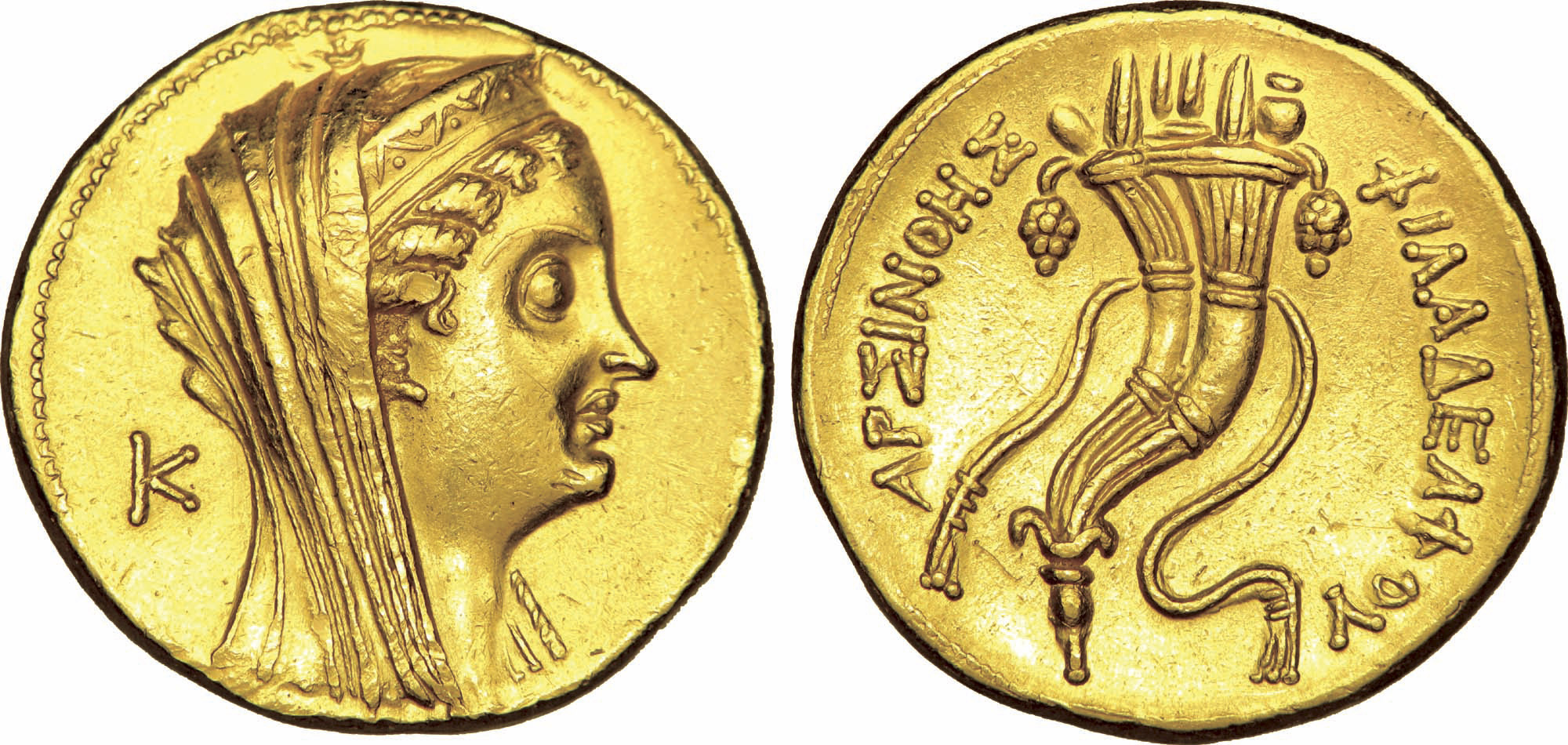
Mnaeion Ptolemeusza VI Filometora z wizerunkiem Arsinoe II

Jego następca, Ptolemeusz III emitował złote oktodrachmy, na których licowej stronie przedstawiony był on sam w koronie promienistej, z trójzębnym berłem (stylis) i egidą; rewers ukazywał róg obfitości ozdobiony promienistą koroną i królewską przepaską diademową. Oktodrachmy bito też z awersowym wyobrażeniem jego żony Bereniki II. Naśladował go Ptolemeusz IV emisjami ośmokrotnych drachm zarówno z podobizną własną, jak i swej małżonki Arsinoe III. Wojowniczy Ptolemeusz V Epifanes prezentował się na awersie swych oktodrachm w koronie promienistej i z włócznią na ramieniu. 
Wśród wszystkich emisji tych monet szczególną popularność osiągnęły mnaeiony z awersowym portretem Arsinoe II oraz z podwójnym rogiem obfitości opatrzonym inskrypcją ΑΡΣΙΝΟΗΣ•ΦΙΛΑΔΕΛΦΟΥ na rewersie. Znaczna ich część pochodziła z czasów panowania dynastycznych następców – również Ptolemeusza V, Ptolemeusza VI, a nawet Kleopatry I (wyjątkowe). Późniejsze emisje wyróżnia jednak coraz gorsza stylistyka przedstawień oraz obniżona jakość kruszcu.
Złote oktodrachmy miały cechę monetarnego środka tezauryzacji, a monety z wizerunkiem Berenike II były wysoko cenione przez znawców już w czasach starożytnych.  